# 메리다쌀쥐
메리다쌀쥐(Nephelomys meridensis)는 비단털쥐과 톰스쌀쥐속에 속하는 설치류이다. 베네수엘라 서부 시에라 네바다 데 메리다의 해발 1,100~4,000 고도의 운무림에서 발견된다. 군집 생활을 하지 않고 홀로 생활하는 야행성, 육상성 동물로 다양한 종류의 먹이를 먹는다. 메리다쌀쥐는 털이 두껍고 등 쪽 털 길이는 약 11mm이다. 등 쪽 털 색을 적갈색, 머리는 갈색을 띠며 옆구리 쪽으로 밝아진다. 윗 부분이 잘 구분되는 배 쪽은 회색을 띠며, 가슴은 순백색이다. 귀는 아주 크고 두껍고 짙은 털로 덮여 있다. 손과 발은 희끄무레하고 듬성듬성 털이 나 있다. 꼬리 윗면은 갈색이고 아랫면은 약간 연한 색을 띠고 털이 잘 나 있지 않다. 절치공은 어금니 앞의 두개골 구멍으로 짧다. 완모식표본의 꼬리 길이 143mm를 제외한 몸길이가 139mm 뒷발 길이가 143mm이고, 귀 길이는 21mm, 두개골 길이는 34.5mm이다.
1894년 토마스(Oldfield Thomas)가 Oryzomys meridensis라는 학명으로 처음 기술하고, 톰스쌀쥐(O. albigularis, 현재 학명 Nephelomys albigularis)와 큰머리쌀쥐(O. velutinus, 현재 학명 Hylaeamys megacephalus)의 근연종으로 간주했다. 그 후 20여 년 동안, 여러 다양한 종이 톰스쌀쥐(O. albigularis)와 메리다쌀쥐(O. meridensis) 분류군의 기술되었고, 결국 1944년 허쉬코비츠(Philip Hershkovitz)가 관련 종 모두를 톰스쌀쥐로 통합 정리하였다. 핵형과 형태학적 차이 때문에 톰스쌀쥐와 나머지 베네수엘라 서식종 카라콜쌀쥐(O. caracolus)분류군과 분리된 종으로 복귀되었다. 톰스쌀쥐군은 2006년에 톰스쌀쥐속(Nephelomys)이라는 새로운 속으로 재분류하면서 메리다쌀쥐도 톰스쌀쥐군에 남게 되면서 학명을 톰스쌀쥐속을 따라 Nephelomys meridensis로 변경했다. 타치라 주 개체군은 핵형이 차이나기 때문에 다른 종으로 기술되어야 할 지도 모른다.